# Мађарска
Мађарска (мађ. Magyarország) држава је у средњој Европи. Налази се у Панонској низији, а граничи се на северу са Словачком, на североистоку са Украјином, на истоку и југоистоку са Румунијом, на југу са Србијом, на југозападу са Хрватском и Словенијом, а на западу са Аустријом. Има око 9,6 милиона становника. Главни и највећи град је Будимпешта. Званични језик је мађарски, а званична валута мађарска форинта.
Територија данашње Мађарске је вековима била раскрсница разних народа, међу којима су Келти, Римљани, Германи, Хуни, Словен и Авари. Темељи Мађарске успостављени су крајем 9. века када је велики везир Мађара Арпад освојио Панонску низију. Његов праунук Стефан  ступио је на престо 1000. године, створивши Краљевину Угарску. До 12. века она је постала регионална сила, достигавши свој културни и политички врхунац у 15. веку. Након Мохачке битке из 1526. године, Угарску је делимично окупирало Османско царство (1541—1699). Пала је под власт Хабзбурга на прелазу из 18. века, а касније се придружила Аустријском царству да би формирала Аустроугарску, велику силу почетком 20. века.
Аустроугарска се распала након Првог светског рата, а Тријанонским споразумом успостављене су садашње границе Мађарске, чиме је изгубила 71% своје територије, 58% становништва и 32% етничких Мађара. Након бурног међуратног периода, Мађарска се придружила силама Осовине у Другом светском рату, претрпевши значајну штету и жртве. Послератна Мађарска је постала сателитска држава Совјетског Савеза, што је довело до успостављања Народне Републике Мађарске. Након неуспеле револуције 1956. Мађарска је постала релативно слободнија, иако још увек репресивна, чланица Источног блока. Уклањање граничне ограде између Мађарске и Аустрије убрзало је распад Источног блока, а потом и Совјетског Савеза. Дана 23. октобра 1989. Мађарска је постала демократска парламентарна република. Приступила је Европској унији 2004, а део је шенгенске зоне од 2007.
Мађарска је средња сила у међународним односима, највише захваљујући свом културном и економском утицају. Сматра се развијеном земљом са привредом са високим дохотком и заузима 40. место на Индексу хуманог развоја, са грађанима који уживају универзалну здравствену заштиту и бесплатно средње образовање. Мађарска има дугу историју значајног доприноса уметности, музици, књижевности, спорту, науци и технологији. Позната је туристичка дестинација у Европи, уз милионе међународних посетилаца сваке године. Члан је бројних међународних организација, међу којима су Уједињене нације, Европска унија, НАТО, Светска трговинска организација, Светска банка, Азијска банка инфраструктурних инвестиција, Савет Европе и Вишеградска група.

## Етимологија
„Х“ у називу Мађарске (и латинске Хунгариа) највероватније потиче из историјских асоцијација на Хуне, који су населили Угарску пре Авара. Остатак речи потиче од латинизованог облика византијског грчког Оунгрои (Ουγγροι). Грчко име би могло бити позајмљено из старобугарског агрину, заузврат из огурско-турског Оногура ('десет [племена] Огура'), можда ући у словенски преко дијалекатског *Онгур.
Оногур је био збирни назив за племена која су се касније придружила бугарској племенској конфедерацији која је владала источним деловима Угарске после Авара. Петер Б. Голден такође разматра теорију Арпада Берте, који је сугерисао да име потиче од хазарског турског онгар (oŋ „право“, оŋар- „учинити нешто боље, исправити“, оŋгар- „учинити нешто боље“, ставити (то) десно," оŋару "према десно") "десно крило". Ово указује на идеју да је Унија Мађара пре освајања формирала „десно крило“ (= западно крило) хазарских војних снага.
Мађарски ендоним је Magyarország, који се састоји од magyar („мађарски“) и ország („земља“). Назив "Мађар", који се односи на народ земље, тачније одражава назив земље на неким другим језицима као што су турски, персијски и други језици као што су Мађаристан или Земља Мађара или слично. Реч magyar је преузета од имена једног од седам великих полуномадских мађарских племена, magyeri.
Први елемент маги је вероватно од протоугарског *mäńć- 'човек, особа', који се такође налази у имену народа Манси (mäńćī, mańśi, måńś). Други елемент ери, 'човек, мушкарци, лоза', опстаје у мађарском férj 'муж', и сродан је са Мари erge 'син', финским архаичним yrkä  'младић'.

## Географија
Државе са којима се Мађарска граничи су: Словачка, Украјина, Румунија, Србија, Хрватска, Словенија и Аустрија. Површина државе износи 93.011,4 km².
Мађарска се налази између 45° и 49° северне географске ширине, и 16° и 23° источне географске дужине.
Равнице Панонске низије покривају већи део Мађарске. Најважније регије у Панонској низији су Мала мађарска равница и Велика мађарска равница. Највиша тачка је 183 m.
Прекодунавска Мађарска је брдовитији предео на западу од обронака Алпа у области Алпокаља (Алпска стопала) преко централне зоне Прекодунавских планина и Мечека до Вилањ планина на југу. Највиша тачка ове области је „Írott-kő“ висине 882 m.
Највиши врхови налазе се на Карпатима на северу уз границу са Словачком као Северне мађарске планине (највиши врх: Кекеш, 1014 m).
Мађарска је земља без излаза на море. Њену географију традиционално дефинишу њена два главна водна пута, реке Дунав и Тиса. Мађарску дели по пола Дунав (Duna); друге велике реке су Тиса (Tisza) и Драва (Dráva), док на западу земље лежи велико језеро Балатон. Осим тога, Мађарска има највеће термално језеро на свету, језеро Хевиз.
Фитогеографски, Мађарска припада средњоевропској покрајини Циркумбореалног региона у оквиру Бореалног краљевства. Према СФП, територија Мађарске припада копненом екорегиону панонских мешовитих шума. Мађарска има средњу оцену индекса интегритета шумског пејзажа 2019 од 2,25/10, што га је рангирало на 156. место у свету од 172 земље.

### Флора и фауна
Мађарска има веома разнолику флору и фауну. То је савршено место за проналажење неколико источно распрострањених врста или за проналажење других угрожених или узбудљивих организама, који су ретки другде у Европи.
Фитогеографски Мађарска припада средњоевропској провинцији циркумбореалне области у оквиру бореалног потцарства холарктичког флористичког царства.
Мађарска има 10 националних паркова, 145 резервата природе и 35 заштићених предела.

### Клима
Клима је континентална, са хладним и влажним зимама и топлим летима, а релативна изолација карпатског басена понекад изазива суше. Просечна годишња температура је 9,7 °C. Највиша измерена температура је 41,9 °C у Кишкунхалашу 20. јула 2007. а најнижа −35 °C у Мишколцу 16. фебруара 1940. Просечна највиша температура лети је од 23 °C до 28 °C а просечна најнижа зимска температура је од −3 °C до −7 °C. Област око Печуја се понекад сврстава у Средоземну климу али је ова област тек незнатно топлија од остатка земље и у њој такође зими пада снег.
Просечне годишње падавине износе 600 mm, које углавном доносе циклони са северозапада или запада. Проблем представљају "провале облака" које су чешће на југу земље (близу границе са Србијом,Хрватском и Словенијом), када за врло кратко време падне велика количина кише,а неретко се јавља и град.
Мађарска је рангирана на шестом месту у индексу заштите животне средине од стране GW/CAN.

### Национални паркови
У Мађарској постоји 10 националних паркова. Национални паркови Агтелек и Хортобађ се налазе на списку Светске баштине
| Национални паркови Мађарске          |         |       |
| Име                                  | Основан | Слика |
| ------------------------------------ | ------- | ----- |
| Национални парк Хортобађ             | 1972.   |       |
| Национални парк Кишкуншаг            | 1975.   |       |
| Национални парк Бук                  | 1976.   |       |
| Национални парк Агтелек              | 1985.   |       |
| Национални парк Ферте-Ханшаг         | 1991.   |       |
| Национални парк Дунав Драва          | 1996.   |       |
| Национални парк Кереш-Марош          | 1997.   |       |
| Национални парк Прибалатонска висија | 1997.   |       |
| Национални парк Дунав-Ипољ           | 1997.   |       |
| Национални парк Ершег                | 2002.   |       |

## Историја

### Пре досељавања Мађара
Данашња територија Мађарске је од 9. године. п. н. е. до краја 4. века била део римске провинције Паноније. У 4. веку су је населили Хуни под вођством Атиле, бича Божијег. Потом ово подручје насељавају германска племена. Након њих долазе Авари и Словени.

#### Прапостојбина Мађара
Мађарска прапостојбина (Magyar Őshaza), је теоријска прапостојбина Мађара. Неки верују да је била смештена источно од Урала, док је неки стављају на западну страну. Најпоузданији извори је стављају на место данашњег аутономног округа Хантија-Мансија, Руске Федерације. Одатле су прото-Мађари се преселили јужно, на територије зване Магна Хунгарија.
Назив Магна Хунгарија (лат. Magna Hungaria), први пут се спомиње у списима доминиканског Фратра Јулијана из 1235. године. То је локација где су се населили прото-Мађари и смештена је на западној страни планине Урал, у регији данас познатој по имену Башкортостан, што је аутономна област у Русији. Мађари су се одатле померали ка југозападу у населили Леведију и Етелкез, пре него што су дефинитивно се настанили на данашње просторе. Остатак прото-Мађара је остао и основао Паскатир у регији данашњег Башкоторстана.
Око 833. године, мађарска племена су живела у Магна Хунгарије која је била смештена у околини Урала и Леведији која је била егзистирала између река Дон и Дњепар, и била су у директном додиру са великим царством Хазара.
Мађари су, у временском периоду од 850. до 860. године, из своје домовине Леведије били потиснути од стране Печењеза и прешли су на нове просторе које су назвали Етелкез (Etelköz). Мађари су стигли до Дунава негде око 880. године. Своје латинско име Угари по многим изворима Мађари су добили у овом периоду. По једној теорији име Угари је потекло од турске речи On-Oghur што би значило десет племена, који се односио на седам мађарских и три кабарска племена. Такође је и име Утигури Onoghur могући извор.
Мађарске хронике, традиција и историчари, мађарско порекло и идентитет везују за племена која су дошла у Карпатски басен у неколико таласа. Почетак је везан за Хуне, који су позвани од стране Римљана 361. Настављени су са Секељима, који тврде да су потомци Хуна. После 586. долазе Авари и на крају 895. Мађари са Арпадом на челу.
Као део мађарске нације рачунају се и припадници чланова народа староседелаца у Панонској низији и чланови неких других групе народа који су касније дошли и утопили се међу етничке Мађаре, као што су: Јаси, Кумани, Саси, Швабе, Словаци, Украјинци, Срби, Хрвати, Бугари и тако даље.

### Средњовековна Угарска
Мађари су населили Панонију 896, под вођством Арпада. Мађари су 1001. примили хришћанство, а Свети Стефан Мађарски се крунисао за краља. Угарском су владали Арпадовићи од 1001. до 1301, након чега пада под страни утицај.
Краљевина Угарска је заузимала просторе данашње Мађарске, данашње Словачке, па све до Трансилваније (Ердеља) у данашњој Румунији, Карпатске Рутеније, Војводине (данашње северне Србије), и још неке мање територије. Поред овога у коегзистенцији са централним угарским краљевством у персоналној унији су биле и Хрватска и Славонија, које Аустроугарском нагодбом улазе у састав угарског дела царства. Све ове територије заједно са Краљевином Угарском су носиле заједнички назив Земље круне Светог Стефана и то од 1102. до 1918. године.
Први владари угарског краљевства су били из династије Арпадовића. У раном 14. веку, ова династија је била замењена са Анжујском династијом, а касније са Јагелонцима и такође у разним периодима са нединастичким, ненаследним, владарима Жигмундом Луксембуршким и Матијом Корвином.

### Слабљење и пад Угарске
У Мохачкој бици 1526. Мађарска је претрпела пораз од стране Турака и престала да постоји као независна држава. После ове битке, један део Мађарске пада под власт Османског царства, други улази у састав Хабзбуршке монархије, док трећи (Трансилванија) постаје полунезависна држава под врховном влашћу Османског царства.

### У оквиру Хабзбуршке монархије
Крајем 17. века, Хабзбуршка монархија запоседа Трансилванију и отоманске територије у Панонској низији, тако да сви Мађари долазе под власт Хабзбурга. У периоду реформације, Мађари прилазе лутеранству и калвинизму.
Мађари су 1848. године подигли револуцију против Хабзбурга, захтевајући национална права. Оно што су Мађари тражили од Хабзбурга, нису хтели да дају немађарском становништву тадашње Угарске, што је један од разлога што су припадници осталих народности тадашње Угарске - Срби, Хрвати, Словаци и Румуни, стали на страну Хабзбурговаца. Мађари су изгубили рат, а самим тим нису ни остварили своја национална права.

### Аустроугарска
После 1860. године, Хабзбуршка политика према Мађарима се мења, тако да је 1867. године Хабзбуршка монархија трансформисана у Аустроугарску, у којој је Угарска добила велики степен аутономије. Граница између Аустрије и Угарске је ишла реком Лајтом. 8. јуна 1867. Франц Јозеф је крунисан у Будиму круном Светог Стефана. Будим је постала његова резиденција као краља Угарске. Краљица Елизабета (Erzsébet királyné) је нарочито много времена проводила у Будиму са угарском аристократијом.

### Мађарска у 20. веку
Овај уговор је остао пуноважан све до распада монархије 1918. године, када се после Првог светског рата и пораза Централних сила, Угарска краљевина распала, На централном подручју некадашње краљевине формирана је Мађарска Демократска Република, а остали делови бивше краљевине су припали националним државама немађарских народа, који су насељавали Угарску краљевину. Последњи монарх Аустроугарске, Карло I, крунисан је 1916. у Будимпешти као Карло IV, краљ Угарске. Напустио је престо 13. новембра 1918. и отишао у Швајцарску.
72% територије која је чинила Краљевину Угарску у Аустроугарској припало постојећим суседним земљама Аустрији и Румунији и новоформираним државама Чехословачкој и Краљевини Југославији. Новоформираној Пољској припао је Чарни Дунајец на Карпатима (део некадашње жупаније Арва), а град (жупанија) Фиуме (Ријека) припала је 1924. године Италији. Нове границе су озваничене и ратификоване 1920. године Тријанонским споразумом, остављајући око 3,5 милиона етничких Мађара ван матице. Ово је било уређено у складу са споразумом познатим као 14 тачака америчког председника Вудроа Вилсона. Након краткотрајних Мађарске Демократске Републике, Мађарске Совјетске Републике и Српско-мађарске републике Барања-Баја наступа период Краљевине Мађарске од 1920. до 1946.
У Другом светском рату (1939—1945), Мађарска је била на страни сила Осовине. Под командом регента Миклоша Хортија учествовала је у разбијању Југославије 1941. године због чега се тадашњи премијер Пал Телеки убио, после чега су мађарске трупе окупирале Бачку, Барању, Међумурје и Прекумурје. Одреди странке Стреласти крстови учествовали су у многим злочинима над Србима на окупираним територијама посебно у току Новосадске рације.
Народна Република Мађарска је у периоду 1945—1989. била под совјетским утицајем. Била је чланица Варшавског уговора. До антикомунистичке и антисовјетске побуне је дошло 1956. под вођством Имре Нађа али је она угушена а Мађарском је владао Јанош Кадар до слома комунизма. Држава је 1989. након револуције извршила транзицију у демократски вишепартијски систем и прешла на капиталистичко уређење слободног тржишта и променила име у Република Мађарска.
Мађарска је чланица Европске уније од 1. маја 2004. године.
Ступањем на снагу новог Устава 1. јануара 2012, име државе се променило из Република Мађарска (мађ. Magyar Köztársaság) у Мађарска (мађ. Magyarország).
Током мигрантске кризе 2015. године, влада је изградила граничну баријеру на мађарско-хрватској и мађарско-српској граници како би спречила илегалну миграцију. Мађарска влада је такође критиковала званичну политику Европске уније због тога што не одвраћа мигранте од уласка у Европу. Постављање баријера је имало ефекта, јер је од 17. октобра 2015. године на хиљаде миграната дневно преусмерено у Словенију. Миграције су постале кључно питање на парламентарним изборима 2018. Фидес је поново победио на изборима са супервећином.
Крајем 2010-их, Орбанова влада се нашла под појачаним међународним критикама због наводних кршења владавине закона. Европски парламент је 2018. године изгласао акцију против Мађарске у складу са одредбама члана 7 Уговора о Европској унији . Мађарска је и даље оспоравала ове наводе ЕП.
Пандемија коронавируса значајно је утицала на Мађарску. Први случајеви су објављени у Мађарској 4. марта 2020, први смртни случај једанаест дана касније. Дана 18. марта 2020. године, генерални хирург Сесилија Милер објавила је да се вирус проширио на све делове земље. Након одобрења првих вакцина против ковида19 у Европској унији, у Мађарској је 26. децембра 2020. почела бесплатна и добровољна вакцинација. У фебруару 2021, након што је Мађарска постала прва земља ЕУ која је одобрила руске и кинеске вакцине, накратко је уживала једну од највиших стопа вакцинације у Европи.

## Политика
Мађарска је унитарна парламентарна република. Политички систем Мађарске функционише у оквиру Устава који је усвојен 2012. Амандмани на Устав захтевају двотрећинску већину Народне скупштине.
Председник је шеф државе ког бира Народна скупштина сваких пет година. Председник има пре свега репрезентативне одговорности и овлашћења: прима друге шефове држава, формално именује председника владе на препоруку Народне скупштине и обавља функцију врховног команданта. Такође има право вета и може да упути закон Уставном суду на преиспитивање.
Председник владе је шеф владе и има главну улогу у извршној власти у складу са Уставом. Председник владе бира и смењује министре по сопственом нахођењу. Сваки кандидат за министра мора проћи отворено испитивање пред једним или више парламентарних одбора, те га председник мора формално прихватити.
Народна скупштина је једнодомна и има 199 народних посланика. Највише је државно тело, које предлаже и одобрава законе које предлаже председник владе. Странка мора освојити најмање 5% гласова грађана да би ушла у Народну скупштину. Државни избори за Народну скупштину одржавају се сваке четири године.

### Спољни послови
Мађарска је чланица Уједињених нација од децембра 1955. године, као и бројних других међународних организација међу којима су Европска унија, НАТО, Организација за економску сарадњу и развој, Вишеградска група, Светска трговинска организација, Светска банка, Азијска банка инфраструктурних инвестиција и Међународни монетарни фонд.
Будимпешта је дом више од 100 амбасада и представничких тела као међународни политички актер. Мађарска је такође домаћин главног и регионалног седишта многих међународних организација, међу којима су Високи комесаријат Уједињених нација за избеглице, Организација за храну и пољопривреду, Међународна организација рада, Међународна организација за миграције, Међународна федерација друштава Црвеног крста и Црвеног полумесеца и Дунавска комисија.

### Војска
Председник Мађарске носи титулу врховног команданта Оружаних снага Мађарске. Министарство одбране заједно са начелником Генералштаба управља Оружаним снагама, које чини Копнена војска и Ратно ваздухопловство. Министарство одбране одржава политичку и цивилну контролу над војском. Године 2016. Оружане снаге су имале 31.080 припадника на активној дужности, а оперативна резерва је довела укупан број војника на педесет хиљада.
Војна служба је добровољна, мада је могућа војна обавеза у случају рата. У значајном потезу ка модернизацији, Мађарска је 2001. године одлучила да купи 14 борбених авиона JAS 39 Грипен за око 800 милиона евра. Национални центар за сајбер-безбедност Мађарске реорганизован је 2016. године како би постао ефикаснији кроз сајбер-безбедност.
Године 2016. војска Мађарске је имала око 700 војника стационираних у страним земљама као део међународних мировних снага, укључујући 100 војника у склопу Међународних снага за безбедносну помоћ које предводи НАТО у Авганистану, око 210 војника на Косову и Метохији које предводи КФОР и 160 војника у Босни и Херцеговини које предводи ЕУФОР Алтеја.

## Административна подела
Мађарска је службено подељена на 40 покрајина: 19 жупанија (мађ. megye), 20 градских жупанија (мађ. megyei város) и главни град (мађ. föváros), Будимпешту.
Географски и политички Мађарска је подељена на:
- Региони (мађ. régió),
- Жупаније (мађ. megye),
- Котари (мађ. kistérség),
- Општине (мађ. község),
- Градови (мађ. város),
- Села,
- Телепи (мађ. település).

Жупаније Републике Мађарске су:
| Жупанија             | Грб | Средиште жупаније  | Површина (км²) | Становништво (2019) | Густина стан. (ст/км², 2019) | Карта                                          | Бр. округа | Бр. општина |
| -------------------- | --- | ------------------ | -------------- | ------------------- | ---------------------------- | ---------------------------------------------- | ---------- | ----------- |
| Барања               |     | Печуј              | 4429,60        | 360.704             | 81                           |                                                | 10         | 301         |
| Бач-Кишкун           |     | Кечкемет           | 8444,89        | 503.825             | 60                           |                                                | 11         | 119         |
| Бекеш                |     | Бекешчаба          | 5629,71        | 334.264             | 59                           |                                                | 9          | 75          |
| Боршод-Абауј-Земплен |     | Мишколц            | 7247,19        | 642.447             | 89                           |                                                | 16         | 358         |
| Будимпешта           |     | Општина Будимпешта | 525,14         | 1.752.286           | 3337                         |                                                | 23         | —           |
| Чонград-Чанад        |     | Сегедин            | 4262,79        | 399.012             | 94                           |                                                | 7          | 60          |
| Фејер                |     | Секешфехервар      | 4358,48        | 417.712             | 96                           |                                                | 8          | 108         |
| Ђер-Мошон-Шопрон     |     | Ђер                | 4207,79        | 467.144             | 111                          |                                                | 7          | 183         |
| Хајду-Бихар          |     | Дебрецин           | 6210.39        | 527,989             | 85                           | Map of Hungary highlighting Hajdú-Bihar County | 10         | 82          |
| Хевеш                |     | Јегра              | 3637,17        | 294.609             | 81                           |                                                | 7          | 121         |
| Јас-Нађкун-Солнок    |     | Солнок             | 5581,63        | 370.007             | 66                           |                                                | 9          | 78          |
| Комаром-Естергом     |     | Татабања           | 2264,35        | 299.207             | 132                          |                                                | 6          | 76          |
| Ноград               |     | Шалготарјан        | 2544,48        | 189.304             | 74                           |                                                | 6          | 131         |
| Пешта                |     | Будимпешта         | 6391,18        | 1.278.874           | 200                          |                                                | 18         | 187         |
| Шомођ                |     | Капошвар           | 6065,06        | 301.429             | 50                           |                                                | 8          | 245         |
| Саболч-Сатмар-Берег  |     | Њиређхаза          | 5935,92        | 552.964             | 93                           |                                                | 13         | 229         |
| Толна                |     | Сексард            | 3703,20        | 217.463             | 59                           |                                                | 6          | 109         |
| Ваш                  |     | Сомбатхељ          | 3336,11        | 253.551             | 76                           |                                                | 7          | 216         |
| Веспрем              |     | Веспрем            | 4463,64        | 341.317             | 76                           |                                                | 10         | 217         |
| Зала                 |     | Залаегерсег        | 3783,84        | 268.648             | 71                           |                                                | 6          | 258         |
|                      |     |                    |                |                     |                              |                                                |            |             |
| Мађарска             |     | Будимпешта         | 93.023         | 9.772.756           | 105                          |                                                | 174        | 3176        |

Осим средишта жупанија, постоји пет градова са правима жупанија:
- Ерд (жупанија Пешта)
- Дунаујварош (жупанија Фејер)
- Ходмезевашархељ (жупанија Чонград-Чанад)
- Велика Канижа (жупанија Зала)
- Шопрон (жупанија Ђер-Мошон-Шопрон)

## Привреда
Мађарска је мешовита економија са високим приходима и квалификованом радном снагом, са 16. најнижом неједнакошћу у приходима на свету. Такође је 9. најсложенија економија према Индексу економске сложености. Привреда Мађарске је 57. по величини на свету (од 188 земаља које мери ММФ) и налази се на 49. месту у свету по БДП-у по глави становника према паритету куповне моћи. Године 2017. стопа запослености је износила 68,3%, а стопа незапослености 4,1%, што је пад у односу на 11% током финансијске кризе 2008.
Мађарска је део јединственог европског тржишта које представља више од 508 милиона потрошача. Неколико домаћих трговинских политика одређено је споразумима између чланица Европске уније и законодавством ЕУ. Мађарска је тржишна привреда оријентисана на извоз са снажним нагласком на спољну трговину, па је стога 36. највећа извозна економија на свету. Године 2015. Мађарска је имала извоз од преко 100 милијарди долара са високим трговинским суфицитом од 9,003 милијарде долара, од чега је 79% отишло у ЕУ, а 21% је чинила трговина ван ЕУ. Мађарска има јак приватни сектор са преко 80% укупног опорезивања од 39,1%, што пружа основу за државу благостања. На страни расхода, потрошња домаћинстава је главна компонента БДП-а и чини 50% његове укупне употребе, затим следе бруто инвестиције у фиксни капитал са 22% и државни расходи са 20%.
Мађарска је једна од водећих земаља у привлачењу страних директних инвестиција (СДИ) у средњој и источној Европи. Од 2015. кључни трговински партнери били су Немачка, Аустрија, Румунија, Словачка, Француска, Италија, Пољска и Чешка. Главне индустрије чине прераду хране, фармацеутску индустрију, моторна возила, информационе технологије, хемикалије, металургију, машине, електричну робу и туризам. Мађарска је највећи произвођач електронике у средњој и источној Европи. Производња и истраживање електронике су међу главним покретачима иновација и економског раста у земљи. У протеклих 20 година, Мађарска је такође израсла у главни центар за мобилну технологију, безбедност информација и истраживање сродног хардвера.
Велика мађарска предузећа су део Будимпештанске берзе. Неке од најпознатијих компанија из Мађарске чине: MOL, OTP Bank, Gedeon Richter и Magyar Telekom. Поред тога, Мађарска има велики удео специјализованих малих и средњих предузећа, на пример, значајан број добављача аутомобилске индустрије и технолошких стартапова, између осталог.
Мађарска има своју валуту, мађарску форинту. Иако економија испуњава Мастрихтске критеријуме са изузетком јавног дуга, знатно је испод просека ЕУ. Народна банка Мађарске тренутно се фокусира на стабилност цена са циљем инфлације од 3%. Стопа пореза на добит предузећа у Мађарској је само 9%, што је релативно ниско за државе ЕУ.

### Наука
Мађарска је постигла значајна достигнућа у науци и технологији, а истраживачки и развојни напори чине саставни део њене економије. Године 2020. Мађарска је трошила 1,61% свог бруто домаћег производа (БДП) на цивилна истраживања и развој. Мађарска је сврстана на 32. место међу најиновативнијим земљама на Блумберговом индексу иновација. Године 2024. Мађарска је била рангирана на 36. месту на Глобалном индексу иновација.
Високотехнолошка индустрија Мађарске је имала користи и од квалификоване радне снаге у земљи и од снажног присуства страних високотехнолошких фирми и истраживачких центара. Мађарска такође има једну од највиших стопа поднетих патената, шести највећи однос високотехнолошке и средње високотехнолошке производње у укупној индустријској производњи, 12. највећи прилив страних директних инвестиција у истраживање, 14. место по истраживачким талентима у предузећима и 17. најбољи укупни однос ефикасности иновација на свету.
Научна истраживања делимично подржава индустрија, а делимично држава, преко универзитета и научних државних институција као што је Мађарска академија наука. Мађарска је дом неких од најистакнутијих истраживача у различитим научним дисциплинама, посебно физици, математици, хемији и инжењерству. Мађарска има одлично математичко образовање које је обучило бројне изузетне научнике.

### Саобраћај
Мађарска се налази у средишњем делу Панонске низије, па је изразито равничарска земља, што погодује развоју свих видова саобраћаја. Друга важна особина земље значајна за саобраћај је да је Мађарска подунавска земља.
Мађарска има развијен друмски, железнички, ваздушни и водени саобраћај. Будимпешта, као престоница државе, до те мере је значајан чвор у државној саобраћајној мрежи, да се каже да „сви путеви воде до Будимпеште“.
Укупна дужина железничке мреже у Мађарској је 7.606 km (1998. године), од чега је око 97% стандардне ширине колосека. Електрифицирано је 2.270 km железнице, а дужина пруга са двојним колосеком је 1.236 km. Ово говори о развијености железничке мреже и може се рећи да свако значајније место у земљи има железничку станицу и везу железницом. Главни железнички чвор је Будимпешта. Будимпешта је такође једини град у Мађарској са градском железницом и са метро системом, једним од најстаријих у свету (погледати: Будимпештански метро).
Укупна дужина друмских путева у Мађарској је 188.490 km, од чега је са чврстом подлогом 81.950 km. Дужина ауто-путева тренутно износи 1.481 km (2016. године).
Данашњи државни ауто-путеви и они који ће бити изграђени у блиској будућности повезују престоницу Будимпешту са ободом земље и престоницама суседних земаља. Они се углавном пружају трасама Европских коридора, а носе двозначне називе „М+број“.
Мађарска је континентна земља и стога нема поморских лука. Од лука у околним земљама највећи значај за њену привреду има лука Ријека у Хрватској. Са друге стране, речни саобраћај је развијен и међународног је значаја. Дужина речних водених путева у Мађарској је 1373 km (1997. године).
Најважнији водени пут у земљи је река Дунав, важан паневропски пловни пут (Коридор 7) који повезује средњу Европу са облашћу Црног мора и Балкана. Важне луке на Дунаву су: Будимпешта, Баја и Дунаујварош. Дунав је такође важна туристичка маршрута у Мађарској и данас је све више марина и других туристичких садржаја дуж његових обала. Поред Дунава пловна је и река Тиса, а постоје и пловни канали.
У Мађарској постоји 45 званично уписаних аеродрома, од којих је 16 са чврстом подлогом. 5 аеродрома у држави има а IATA код (IATA Airport Code) и, самим тим, међународни значај.
Највећи и најважнији аеродром у земљи је будимпештански Међународни аеродром „Франц Лист“ (Ферихеђ), удаљен 16 km југоисточно од града. То је био и једини државни аеродром до 1994. године. Због свог изванредног положаја овај аеродром је и важан регионални саобраћајни чвор. Други по значају аеродром је Међународни аеродром „Шармелек“, који је највише окренут туризму на Балатону. Аеродроми у Ђеру, Дебрецину и Печују су пред отварањем.

## Демографија
Према попису из 2022. било је 9.603.634 становника. Као и у другим бившим земљама Источног блока, становништво Мађарске је значајно опало од пада комунизма, достигавши врхунац 1980. када је имала преко 10 милиона становника. Густина насељености износи 107 становника по квадратном километру, што је око два пута више од светског просека. Око 70% становништва живи у градовима и варошицама, што је знатно изнад глобалне стопе од 56%, али ниже него у већини развијених земаља. Једна четвртина живи у метрополитанском подручју Будимпеште.
Као и већина држава у Европи, Мађарска има ниску стопу наталитета, односно 1,43 деце по жени. Сходно томе, становништво постепено опада и брзо стари. Просечна старост је 42,7 година, међу највишим у свету. Овај тренд је погоршан високом стопом емиграције, посебно међу младима, као и антиимиграционом политиком, која се убрзала 1990-их, али је данас донекле смањена.
Влада Мађарске је од 2011. године започела програм за повећање стопе наталитета међу Мађарима поновним увођењем трогодишњег породиљског одсуства и повећањем доступности послова са скраћеним радним временом. Стопа фертилитета је од тада постепено расла са најнижег нивоа од 1,27 деце по жени током 2011. године, а у неким годинама је расла и до 1,5. Током 2015. било је 47,9% порођаја код неудатих жена. Очекивани животни век је био 71,96 година за мушкарце и 79,62 године за жене, континуирано растући од пада комунизма.
Мађарска признаје две мањинске групе, признате као „националне мањине” јер су њихови преци вековима живели у Мађарској — Немце којих има око 130.000, као и Роме који броје око 300.000 људи. Према попису из 2011. у Мађарској је било 8.314.029 (83,7%) Мађара, 308.957 (3,1%) Рома, 131.951 (1,3%) Немаца, 29.647 (0,3%) Словака, 26.345 (0,3%) Румуна и 23.561 (0,2%) Хрвата, док се 1.455.883 људи (14,7% укупног становништва) није се изјаснило о својој етничкој припадности. У Мађарској људи могу да се изјасне о више од једне етничке припадности, тако да је збир етничких група већи од укупног броја становника.

### Језици
Мађарски је службени и најраспрострањенији говорни језик. Мађарски је 13. најраспрострањенији матерњи језик у Европи са око 13 милиона говорника и један је од 24 службена језика Европске уније. Осим Мађарске, говори се и у суседним државама и међу мађарском дијаспором широм света. Према попису из 2011. било је 9.896.333 људи (99,6%) који су говорили мађарски језик у Мађарској, од чега 9.827.875 људи (99%) говори мађарски као матерњи језик, док 68.458 људи (0,7%) говори мађарски као други језик. Енглески (1.589.180 говорника, 16,0%) и немачки (1.111.997 говорника, 11,2%) су најраспрострањенији страни језици, док у Мађарској постоји неколико признатих језика мањина.
Мађарски је део породице уралских језика, али није сродан ниједном суседном језику, док помало подсећа на фински и естонски језик. Најраспрострањенији је од уралских језика по броју говорника и једини који се говори у средњој Европи. Стандардни мађарски језик заснива се на варијанти која се говори у Будимпешти. Иако се намеће употреба стандардног дијалекта, мађарски има неколико дијалеката.

### Религија
Мађарска је кроз историју била хришћанска земља са дубоко укорењеним хришћанским наслеђем. Историографија Мађарске поистовећује оснивање мађарске државе са крштењем и крунисањем Стефана  Светом круном 1000. године нове ере. Стефан је прогласио католицизам државном религијом, а његови наследници су познати као апостолски краљеви. Католичка црква у Мађарској је остала јака кроз векове, а надбискуп Естергома је добио изузетне световне привилегије као кнез-примат. Прелазак на државност догодио се на прелазу из 1. у 2. миленијум када је федерација мађарских племена трансформисана у Краљевину Угарску, а западно хришћанство, тачније римокатолицизам, усвојено као државна религија.
Током почетних фаза протестантске реформације, већина Мађара је прво усвојила лутеранство, а затим калвинизам у облику Мађарске реформисане цркве. У другој половини 16. века Исусовци су повели контрареформациону кампању, а становништво је поново постало претежно католичко. Међутим, ова кампања је била само делимично успешна, а мађарско племство је успело да обезбеди слободу вероисповести за протестанте. Православље у Мађарској је повезано са етничким мањинама: Јерменима, Бугарима, Грцима, Румунима, Русинима, Украјинцима и Србима.
Историјски гледано, Мађарска је била дом значајне јеврејске заједнице, која је пре Другог светског рата бројала преко 800.000 људи. Међутим, процењује се да је нешто више од 564.000 Јевреја убијено између 1941. и 1945. године током холокауста у Мађарској. Само између 15. маја и 9. јула 1944. године, преко 434.000 Јевреја је депортовано. Од преко 800.000 Јевреја који су живели у границама Мађарске од 1941. до 1944. године, сматра се да је око 255.500 преживело. Данас у Мађарској живи око 120.000 Јевреја.

### Образовање
Предшколско образовање је обавезно и обезбеђује се за сву децу узраста између три и шест година, након чега је похађање школе такође обавезно до шеснаесте године. Основно образовање обично траје осам година. Средњошколско образовање обухвата три традиционална типа школа усмерених на различите академске нивое: гимназија уписује најдаровитију децу и припрема ученике за универзитетске студије; средње стручне школе за ученике средњег разреда трају четири године, а техничка школа припрема ученике за стручно образовање и рад. Студија „Трендови у међународној математици и науци” рангирала је ученике узраста 13—14 година у Мађарској међу најбољима на свету за математику и науку.
Већина универзитета су у државном власништву, а студенти студирају без плаћања школарине. Општи услов за универзитет је положена матура. Мађарски државни систем високог образовања обухвата универзитете и друге високошколске установе које пружају образовне програме и сродне дипломе до докторских студија, а такође доприносе истраживачким активностима. Здравствено осигурање за студенте је бесплатно до краја студија. Енглески и немачки језик су важни у мађарском високом образовању, а постоји низ студијских програма који се предају на овим језицима, што сваке године привлачи хиљаде студената на размени. Високо образовање рангирано је на 44. месту од 148 држава у Извештају о глобалној конкурентности за 2014. годину.

### Здравствени систем
Мађарска одржава универзални систем здравствене заштите који се углавном финансира из државног здравственог осигурања. Према ОЕЦД-у, 100% становништва је покривено универзалним здравственим осигурањем, које је бесплатно за децу, студенте, пензионере, особе са ниским примањима, особе са инвалидитетом и црквене службенике. Мађарска троши 7,2% БДП-а на здравствену заштиту, трошећи 2.045 долара по глави становника, од чега 1.365 долара даје влада.
Мађарска је једна од главних дестинација медицинског туризма у Европи, посебно стоматологије, у којој је њен удео 42% у Европи и 21% у свету. Пластична хирургија је такође важан сектор, са 30% клијената који долазе из иностранства. Мађарска је позната по својој бањској култури и дом је бројних лековитих бања, које привлаче „бањски туризам“.
Кардиоваскуларне болести су водећи узрок смртности, што чини 49,4% (62.979) свих смртних случајева у 2013. години. Међутим, овај број је достигао врхунац 1985. године са 79.355 смртних случајева и континуирано опада од пада комунизма. Други водећи узрок смрти је рак са 33.274 (26,2%), број стагнира од 1990-их. Смртни случајеви у несрећама пали су са 8.760 у 1990. на 3.654 у 2013. години; број самоубистава је нагло опао са 4.911 у 1983. на 2.093 у 2013. (21,1 на 100.000 људи), што је најниже од 1956. године. Постоје значајни здравствени диспаритети између западних и источних делова Мађарске; болести срца, хипертензија, мождани удар и самоубиства су распрострањени у претежно пољопривредном и нископриходовном региону Велике равнице на истоку, али ретко у областима средње класе са високим приходима у западном Трансдунаву и централној Мађарској. Пушење је водећи узрок смрти у земљи, иако је у наглом паду: удео одраслих пушача опао је на 19% у 2013. са ранијих 28% из 2012. године, захваљујући строгим прописима као што је забрана пушења на свим затвореним јавним местима широм земље и ограничавање продаје дувана на Националне продавнице дувана које контролише држава.
Мађарска је 17. најбезбеднија земља на свету, са стопом убистава од 1,3 на 100.000 људи.

## Култура

### Архитектура
У Мађарској се налази највећа синагога у Европи, изграђене 1859. године у стилу маварског препорода, са капацитетом да прими 3.000 људи. У земљи се такође налази највеће лековито купатило у Европи, завршено 1913. године у модерном ренесансном стилу и налази се у градском парку Будимпеште; једна од највећих базилика у Европи; друга по величини опатија на свету; и највећа ранохришћанска некропола ван Италије. Значајни архитектонски стилови укључују историцизам и сецесија, односно неколико варијанти сецесије. За разлику од историцизма, мађарска сецесија је заснована на националним архитектонским карактеристикама. Узимајући у обзир источно порекло Мађара, Еден Лехнер, најважнија личност мађарске сецесије, у почетку је био инспирисан индијском и сиријском архитектуром, а касније традиционалним мађарским декоративним дизајном. На тај начин створио је оригиналну синтезу архитектонских стилова. Примењујући их на тродимензионалне архитектонске елементе, произвео је верзију сецесије која је била специфична за Мађарску. Дистанцирајући се од Лехнеровог стила, а ипак узимајући инспирацију из његовог приступа, група „Млади људи“ (Fiatalok), која је укључивала Кароља Коса и Дежеа Зрумечког, користила је карактеристичне структуре и форме традиционалне мађарске архитектуре да би постигла исти циљ.
Поред два главна стила, Будимпешта приказује и локалне верзије трендова који потичу из других европских земаља. Сцзесија из Беча, немачки Југендштил, сецесија из Белгије и Француске и утицај енглеске и финске архитектуре огледају се у зградама изграђеним на прелазу из 20. века. Бела Лајта је у почетку усвојио Лехнеров стил, а потом је своју инспирацију црпео из енглеских и финских трендова; након што је развио интересовање за египатски стил, коначно је стигао до модерне архитектуре. Аладар Аркај је имао скоро исти уметнички пут. Иштван Медјазај је развио сопствени стил, који се разликовао од Лехнеровог, користећи стилизоване традиционалне мотиве за креирање декоративних дизајна у бетону. У сфери примењене уметности, главни заслужни за промовисање ширења сецесије били су Школа и Музеј декоративне уметности, који су отворени 1896. године.
У центру Будимпеште скоро све зграде су старе око сто година, са дебелим зидовима, високим плафонима и мотивима на предњим зидовима.

### Музика
Мађарска музика се углавном састоји од традиционалне мађарске народне музике и музике истакнутих композитора као што су Франц Лист и Бела Барток, који се сматрају међу највећим мађарским композиторима. Остали познати композитори су Ернст фон Дохнањи, Франц Шмит, Золтан Кодаљ, Габријел фон Вајдич, Рудолф Вагнер-Регени, Ласло Лајта, Франц Лехар, Калман Имре, Шандор Верес и Миклош Рожа. Мађарска традиционална музика обично има снажан дактилски ритам.
Мађарска има реномиране композиторе савремене класичне музике, међу којима су Ђерђ Лигети,Ђерђ Куртаг, Петер Еотвос, Золтан Кодали и Золтан Јенеи. Барток је био међу најзначајнијим музичарима 20. века. Његова музика је била подстакнута темама, модусима и ритмичким обрасцима мађарске и суседне народне музичке традиције коју је проучавао, коју је синтетизовао са утицајима својих савременика у свој препознатљив стил.
Народна музика је истакнути део националног идентитета и била је значајна у бившим деловима земље који припадају – од Тријанонског споразума из 1920. – суседним земљама као што су Румунија, Словачка, Пољска и посебно у јужној Словачкој и Трансилванији. Након оснивања музичке академије коју су водили Лист и Ференц Еркел, Мађарска је кроз своју музичку историју имала значајан број уметничких музичара.
Бротон тврди да је мађарски „заразни звук био изненађујуће утицајан на суседне земље (можда захваљујући заједничкој аустроугарској историји) и да није неуобичајено чути мелодије које звуче мађарски у Румунији, Словачкој и Пољској“. Мађарске мелодије биле су извођене и у области Саболч-Сатмар-Берег и у југозападном делу Трансдунавја, близу границе са Хрватском. Поворка бушара је карневал у Мохачу је велики догађај мађарске народне музике, на којем је раније учествовао давно успостављен и цењени Богисло оркестар.
Мађарска класична музика је дуго била „експеримент, направљен од мађарских претходника и на мађарском тлу, да се створи свесна музичка култура [користећи] музички свет народне песме”. Иако је мађарска виша класа дуго имала културне и политичке везе са остатком Европе, што је довело до прилива европских музичких идеја, сељаци су задржали сопствену традицију тако да су до краја 19. века мађарски композитори могли да се ослањају на сељачку музику да (поновно) створе мађарски класични стил. На пример, Барток је сакупљао народне песме из целе централне и источне Европе, укључујући Румунију и Словачку, док је Кодали био више заинтересован за стварање изразитог мађарског музичког стила.
Током ере комунистичке владавине у Мађарској (1944–1989), Комитет за песму је претраживао и цензурисао популарну музику у потрази за траговима субверзије и идеолошке нечистоће. Од тада је, међутим, мађарска музичка индустрија почела да се опоравља, стварајући успешне извођаче у области џеза као што су трубач Рудолф Томситс, пијаниста-композитор Карољ Биндер и, у модернизованом облику мађарског фолка, Ференц Себе и Марта Себестиен. Три гиганта мађарског рока, Илес, Метро и Омега, остају веома популарни у земљи, посебно Омега, која има фанове у Немачкој и шире. Старији ветерански андерграунд бендови као што је Беатрис из 1980-их такође остају популарни.

### Кухиња
Традиционална јела као што је светски познати гулаш заузимају истакнута места у мађарској кухињи. Јела су често зачињена паприком (млевена црвена паприка), мађарском иновацијом. Паприка у праху, добијена од посебне врсте бибера, један је од најчешћих зачина који се користе у типичној мађарској кухињи. Густа, тешка павлака звана tejföl се често користи да ублажи укус јела. Чувена мађарска топла речна рибља чорба која се зове рибарска чорба или halászlé је обично богата мешавина неколико врста поширане рибе.
Остала јела су пилећи паприкаш, фој грас од гушчје џигерице, порколт паприкаш, вадас, (чорба од дивљачи са сосом од поврћа и кнедле), пастрмка са бадемом и слане и слатке кнедле, попут úrós csusza, (кнедле са свежим сиром и густим сиром крем). Десерти укључују култну Добош торту, штрудле са јабуком, вишњом, маком или сиром, Гундел палачинке, кнедле од шљива, сомлои кнедле, десертне супе и друго. Переце и кифле су широко популарна пецива.
Чарда (csárda) је најизразитија врста мађарске гостионице, кафане у старом стилу која нуди традиционалну кухињу и пића. Борозо обично означава удобну старомодну винску таверну, пинце је пивски или вински подрум, а сорозо је паб који нуди точено пиво, а понекад и јела. Бисзтро је јефтин ресторан често са самопослуживањем. Бифе (büfé) је најјефтиније место, где ће купци можда морати да једу стојећи за пултом. Пецива, колачи и кафа се служе у посластичарници cukrászda, док је eszpresszó кафетерија.
Палинка је воћна ракија, дестилирана од воћа гајеног у воћњацима на Великој мађарској равници. Мађарска је идеална за производњу вина, а земља се може поделити на бројне регионе. Римљани су донели винову лозу у Панонију, а до 5. века нове ере постоје подаци о великим виноградима у данашњој Мађарској. Своје винарско знање Мађари су донели са Истока. Према Ибн Рустаху, мађарска племена су била упозната са производњом вина много пре доласка у Европу. Токајско вино је интернационално познато вино и бренд Мађарске. Више од 150 година мешавина четрдесет мађарских биљака користи се за прављење ликера уницум . Уницум је горак ликер тамне боје који се може пити као аперитив или после оброка и на тај начин помаже варењу.

### Светска баштина
На списку Светске баштине Унеска налазе се следећа места:
- 1987. – Обала Дунава, Будимски дворац и Андрашева авенија у Будимпешти
- 1987. – Старо село Холоке и његова околина
- 1995. – Крашке пећине Агтелека и Словачког крша у Агтелеку (са Словачком)
- 1996. – Миленијумска опатија Панонхалма и њена природна средина
- 1999. – Национални парк Хортобађ
- 2000. – Ранохришћанска гробница у Печују
- 2001. – Културни пејзаж Нежидерског језера (са Аустријом)
- 2002. – Историјски и културни пејзаж Токајских винограда

За будуће уписе, Мађарска је предложила дворац у Естергому, полуострво Тихањ на Балатону, будимске термалне пећине, дворац и паркове Вишеграда, систем утврђења и ушће реке Вах у Дунав у Коморану, мрежу сеоског архитектонског наслеђа, државну фарму у Мезехеђешу, дрвене цркве северног Карпатског басена, фосиле из Ипољтартноца, предмодернистичку архитектуру Едена Лехнера и границе Римског царства у Мађарској.